# Stevan Stojanović Mokranjac
Stevan Stojanović Mokranjac (srbsko Стеван Стојановић Мокрањац), srbski dirigent in skladatelj, * 9. januar 1856, Negotin, Kneževina Srbija (danes Srbija), † 28. september 1914, Skopje, Kraljevina Srbija (danes Severna Makedonija). Mokranjac je študiral glasbo v Beogradu, Münchnu, Rimu in Leipzigu, ko je bil v svojih dvajsetih. Kasneje je postal dirigent Beograjskega zborovskega društva, ustanovitelj Srbske glasbene šole in prvega srbskega godalnega kvarteta, v katerem je igral violončelo. Ob začetku prve svetovne vojne je zapustil Beograd in se preselil v Skopje, kjer je 28. septembra 1914 tudi umrl.